# عزلة الربع الشرقي (صنعاء)

تعديل مصدري - تعديل

عُزْلَةْ الرُبْعْ الشَرْقِيْ هي إحدى عزل مديرية سنحان وبني بهلول في محافظة صنعاء اليمنية ويبلغ تعداد سكانها 15972 نسمة حسب التعداد السكاني في اليمن لعام 2004. وتتكون العزلة من القرى التالية:
سيان، شيعان، شعسان، بيت الهمداني، ذراح، بيت الأحمر، مقولة، نعض، السرين، الدرم، قطين، حجبه، بيت جرم، بني شايع والهجرة.